# 林密
林密（1375年—？），字子茂，廣東瓊州府文昌縣水北都人，明朝政治人物。進士出身。

## 生平
永乐十年（1412年），登壬辰科進士，授刑部主事。

## 家族
曾祖林珏，曾任元千戶。祖父林挺高。父亲林得隆，曾任元縣尹。